# Kjetil Hansen
Kjetil Thorsø Hansen (født 29. december 1971) er en norsk fodbolddommer. Han repræsenterer Charlottenlund SK og blev af Norges fodboldforbund udset til at dømme Adeccoligaen i 2007. Han har siden dømt 36 seriekampe, samt en kamp i NM-cupen 2009.

## Dommerstatistik
| Sæson | Kampe | Gule kort | Røde kort |
| ----- | ----- | --------- | --------- |
| 2010  | 5     | 8         | 2         |
| 2009  | 19    | 44        | 4         |
| 2008  | 10    | 34        | 5         |
| 2007  | 2     | 5         | 0         |